# HD248577
HD248577 є хімічно пекулярною зорею спектрального класу
A0 й має видиму зоряну величину в смузі V приблизно 11,1.